# Liste des maires de Cholet
Cet article dresse une liste par ordre de mandat des maires de Cholet.

## Liste des maires
| Période           | Période           | Identité                                | Étiquette                         | Qualité                                                                                   |
| ----------------- | ----------------- | --------------------------------------- | --------------------------------- | ----------------------------------------------------------------------------------------- |
|                   | 1790              | Pierre Lecoq                            |                                   |                                                                                           |
| 1790              | 1792              | René Chéreau.                           |                                   |                                                                                           |
| 1793              | 1795              | Auguste Cambon.                         | Républicain                       |                                                                                           |
| 1796              | 1796              | Pierre-René Esnault                     |                                   |                                                                                           |
| 1796              | 1797              | Amaury-Pierre Gélusseau                 |                                   |                                                                                           |
| 1797              | 1799              | René-Martin des Côteaux                 |                                   |                                                                                           |
| 1799              | 1799              | M. Guillou aîné                         |                                   |                                                                                           |
| 1799              | 1800              | Jean Combault                           |                                   |                                                                                           |
| 1800              | 1808              | François-Charles Tharreau               |                                   | Député                                                                                    |
| 1808              | 1815              | François Gabard                         |                                   |                                                                                           |
| 1815              | 1815              | Charles-Jean Cesbron-Lavau              |                                   | Député                                                                                    |
| 1815              | 1821              | François-Joseph Turpault                | Royaliste modéré                  |                                                                                           |
| 1821              | 1826              | François-Charles Tharreau               |                                   | Député                                                                                    |
| 1826              | 1830              | Mathurin Cherbonnier                    |                                   |                                                                                           |
| 1830              | 1838              | Cyprien-Marie-Xavier Tessié de la Motte |                                   | Conseiller d'arrondissement, décédé en fonctions                                          |
| 1838              | 1840              | Jacques Bénard-Vallée                   |                                   |                                                                                           |
| 1840              | 1845              | René-Claude Caternault                  |                                   |                                                                                           |
| 1845              | 1848              | Jean Baptiste Cailly                    |                                   |                                                                                           |
| 1848              | 1849              | Charles Loyer                           |                                   |                                                                                           |
| 1849              | 1852              | Adolphe Boutillier Saint-André          |                                   |                                                                                           |
| 1853              | 1855              | Charles Houdet                          |                                   |                                                                                           |
| 1855              | 1869              | Gustave Richard                         | Bonapartiste                      |                                                                                           |
| 1870              | 1870              | M. Delhumeau-Plessis                    |                                   |                                                                                           |
| 1870              | 1878              | Zacharie Loiseau                        |                                   | Notaire                                                                                   |
| 1878              | 1893              | Victor Marie-Baudry.                    | Républicain                       | Conseiller général de Cholet                                                              |
| 1893              | 1894              | Jules Baron                             | Conservateur                      | Conseiller général de Cholet Député                                                       |
| 1894              | 1896              | Léon Hippolyte Pissot                   | Républicain modéré                | médecin, fondateur-président de la SLA de Cholet 1881 à 1906                              |
| 1896              | 1900              | Jules Baron                             | Conservateur                      | Conseiller général de Cholet Député                                                       |
| 1900              | 1919              | Victor Marie-Baudry                     | Républicain                       | Conseiller général de Cholet                                                              |
| 1919              | 1932              | Alexis Guérineau,                       |                                   |                                                                                           |
| 1932              | 1945              | Alphonse Darmaillacq                    |                                   | Conseiller général de Cholet                                                              |
| 1945              | 1947              | Jean Soulard                            |                                   | Membre du Comité de Libération                                                            |
| 1947              | 1958              | Francis Bouet                           |                                   | Conseiller général de Cholet                                                              |
| 1958              | 1965              | Georges Prisset                         | MRP                               | Conseiller général de Cholet-Ouest Conseiller général de Cholet-1 Député                  |
| 1965              | 1995              | Maurice Ligot                           | CNIP                              | Conseiller général de Cholet-Est Conseiller général de Cholet-2 Député Secrétaire d'État  |
| 1995              | 20 juillet 2021   | Gilles Bourdouleix,                     | UDF-PPDF, UMP, CNIP, UDI puis DVD | Avocat Président de l'Agglomération du Choletais Conseiller régional des Pays de la Loire |
| 20 juillet 2021   | 24 septembre 2021 | Délégation spéciale                     |                                   |                                                                                           |
| 24 septembre 2021 | En cours          | Gilles Bourdouleix                      | DVD, LR puis UDR                  | Avocat Président de l'Agglomération du Choletais                                          |